# 4704 Sheena
4704 Sheena (1988 BE5) là một tiểu hành tinh vành đai chính được phát hiện ngày 28 tháng 1 năm 1988 bởi R. H. McNaught ở Siding Spring.